# Прототипно базирано програмиране
Прототипно базираното програмиране е стил в обектно ориентираното програмиране, при който няма класове, при него поведението на повторна употреба (известен като наследяване) се извършва чрез процес на клониране на съществуващи обекти, които служат като прототипи. Този модел е срещан с наименования като прототипен, прототипно ориентиран, без класове и други. Този стил в програмирането се използва и е възприет за езици като JavaScript, ActionScript и други.